# 4 Mei-Projekt
Het 4 Mei-Projekt is een organisatie in de Nederlandse stad Groningen die sinds 1979 een concertreeks in de periode rond 4 mei verzorgt, de herdenking van de slachtoffers van de Tweede Wereldoorlog.
Zij wil door de samenstelling van die concerten aan de herdenking vernieuwende en actuele aspecten toevoegen. Op verschillende manieren wordt aandacht gevraagd voor historische thema's in nadrukkelijke samenhang met de actualiteit of met onderbelichte historische thema's. Dus niet slechts herdenken, maar ook leren van het verleden.
De muziek in de programma's is vaak niet of nauwelijks in Nederland uitgevoerd, heeft een eigen thematiek en de componist vertelt met zijn werk een eigen verhaal. Vaak worden opdrachten verstrekt voor nieuwe composities of arrangementen van bestaande werken.
De concerten worden soms gecombineerd met lezingen, films, tentoonstellingen en educatieve projecten voor jongeren. Het 4 Mei-Projekt werkt samen met schrijvers en dichters, kunstenaars, studenten en scholieren. Omdat geëngageerde herdenkende koormuziek schaars is, verleent de vereniging regelmatig compositieopdrachten aan Nederlandse componisten, onder anderen Bernard van Beurden, Johan de With, Bert Heikema, Harry Over, Frank Deiman, Tera de Marez Oyens, Caroline Ansink, Gerrit Jan Niemeijer, Robert Ramaker, Karel Stegeman.

## Geschiedenis
Het 4 Mei-Projekt is in 1979 ontstaan uit de behoefte aan een alternatieve 4 mei-herdenking. De toenmalige conservatoriumstudent Jan Lameris vormde een koor en organiseerde een concert op 4 mei.
Het oorspronkelijk als eenmalig bedoelde concert vond enorme weerklank. Daarom werd het al snel een traditie.
In de eerste jaren van zijn bestaan ontmoette het initiatief diepgaand wantrouwen bij de ‘gevestigde‘ verenigingen en organisatoren van de 4 mei-herdenking. Dat heeft ertoe geleid dat het 4 Mei-Projekt in het zijn programmering en presentatie altijd zorgvuldig vermeed om in conflict te komen met de bestaande 4 mei-traditie.
Inmiddels zijn de oorspronkelijke tegenstellingen verdwenen. In 2009 was, voor het eerst in zijn geschiedenis, het 4 Mei-Projekt onderdeel van de officiële 4 mei-herdenkingsplechtigheid in de Groningse Martinikerk.

## Mikis Theodorakis
Het 4 Mei-Projekt heeft een bijzondere band met muziek van de Griekse componist Mikis Theodorakis. Vanaf het begin bestond de ambitie om het muziekstuk de Canto General uit te voeren. Deze liederencyclus op teksten van de Chileense dichter Pablo Neruda vergt een groot koor, vele instrumentalisten en elektronische versterking.
Die droom werd realiteit in 1985. Een première voor Nederland. Een concertserie en een integrale uitzending door de VARA radio. Solisten waren indertijd Nelly Frijda en Marius Monkau. Dit muziekstuk is daarna in Nederland nooit meer in volledige bezetting uitgevoerd.
Ook andere stukken van Theodorakis kwamen aan bod.
- Liturgie nr. 2 voor kinderen in de oorlog gedood. 14-delige a-capella-liederencyclus voor 8-stemmig koor en diverse solisten. (1988 en gedeelten daarna)
- Romiosini. Vrijheidsliederen uit de Griekse Burgeroorlog en de dictatuur onder de kolonels. In een bewerking voor koor en klein orkest, ook met zanger Marius Monkau en met bouzoukispeler Michiel Koperdraat van het Griekse orkest Ano Kato. (1988)
- Mauthausen Trilogy. In een door Theodorakis gecomponeerde versie voor 8-stemmig koor. (2003)

Al deze stukken waren destijds nog niet eerder in Nederland uitgevoerd. Door contacten met Duitse koren is de Liturgie nr. 2 daarna ook in Duitsland veel uitgevoerd.

## Armenië
Het 4 Mei-Projekt bracht in 1992 de kwestie van de Armeense Genocide onder de aandacht. Het programma bevatte het Oratorium ter nagedachtenis aan de slachtoffers van de Armeense Genocide in 1915 van de Armeense componist Khachatur Avetisyan en een aantal volksliederen van de Armeense componist en musicoloog Komitas. Voor dit programma werd een volledig volksmuziekorkest uit Armenië uitgenodigd. Zij hadden een eigen aandeel in dit programma met liederen en muziekstukken van onder andere Katchatour Avedissian.
Naast dit culturele programmaonderdeel was er ook een film- en lezingencyclus. Het programma kreeg ook landelijk veel aandacht, onder andere door een volledige uitzending van ‘Met het oog op morgen’.

## Recente programma’s
- 2002: ‘Wir spielen auf’, over ‘Entartete Musik’, de verboden muziek in de nazitijd in Duitsland
- 2003: ‘En ver zal ik nog moeten gaan’, met de Mauthausencyclus van Mikis Theodorakis in een door hemzelf geschreven koorbewerking, de door de Friese componist Johan de With voor het 4 Mei-Projekt geschreven ‘Canto para Paz’ op tekst van Pablo Neruda en een aantal Macedonische volksliederen.
- 2004: “De stroom”, over de verschrikkingen van de Tweede Wereldoorlog met twee werken van de Joods-Nederlandse componist Lex van Delden: 'De Stroom, Mei 1940' en de 'Canto della Guerra'. In samenwerking met een voor deze gelegenheid samengesteld amateur-symfonieorkest.
- 2005: “Tijd sleep mij een bril”, concert ter herdenking van hen die niet zijn teruggekeerd uit de kampen. Met een accent op de joodse geschiedenis van Winschoten.
- 2006: “Anda Jaleo!”, een muzikaal programma over idealisme en solidariteit. “Laat je stem horen!”. Met een accent op de Spaanse Burgeroorlog.
- 2007: “Over Holland” een reactie op gebeurtenissen dicht bij huis: de zich verhardende samenleving waarin angst en intolerantie de plaats lijken in te nemen van gastvrijheid en solidariteit.
- 2008: “I have a dream”, over mensenrechten, 60 jaar nadat de Algemene Vergadering van de Verenigde Naties de Universele Verklaring van de Rechten van de Mens aannam.
- 2009: “Ik zie mijn schaduw dansen”, een doorsnede van de geëngageerde muziek die het 4 Mei-Projekt de afgelopen 30 jaar uitvoerde. Slachtoffers van de Tweede Wereldoorlog worden gememoreerd en met een nieuwe compositie van de Groninger componist Gerrit Jan Niemeijer werd stilgestaan bij de bedreigingen van toen, maar ook bij mogelijke bedreigingen van nu.
- 2010: “Op een dag zal ik het je zeggen", over het thema Kind en Oorlog, een thema dat al erg lang leefde in de vereniging en dat op een indringende manier de thema's dodenherdenking, actuele problematiek wereldwijd en de strijd voor de rechten van de mens met elkaar in verband brengt. Onderdeel van het programma was de kinderopera Brundibár (ooit uitgevoerd in Theresienstadt), uitgevoerd door het jeugdkoor van Kielzog Koorschool uit Hoogezand-Sappemeer o.l.v. Wim van de Laar.
- 2011: "Walls between People", liederen en moderne composities over mensen die door muren gescheiden van elkaar moeten leven. O.a. composities van Orlando Cough en Richard Chew (delen van The Shouting Fence), Merlijn Twaalfhoven, Leonard Bernstein, Shaun McLaughlin en Manu Chao. De voorstelling werd ondersteund door een regisseur, een videopresentatie en lichtontwerp. Rondom de concerten (in o.a. Groningen en Leiden) was een gelijknamige fototentoonstelling te zien over de acht betreffende muren, samengesteld door het Nederlandse Rode Kruis.
- 2012: "Schrittweise|Stapsgewijs", Een grensoverschrijdend herdenkingsprogramma samen met twee bevriende Duitse koren; de Bremer Chorwerkstatt en het Oldenburger Chor Bundschuh.
- 2013: "Spiegeling", over vervreemding en de verscherping van onderlinge verschillen tussen bevolkingsgroepen.
- 2014: "Wie hoort mij?!", een programma over hedendaagse slavernij en uitbuiting.
- 2015: "Over de oorlog", verhalen van de ervaringen en dilemma's van mensen in 26 eeuwen oorlogsgeschiedenis.
- 2016: "Jouw vrijheid, Mijn vrijheid", 'Freiheit ist immer die Freiheit der Andersdenkenden. An was aber denken die Anderen? Und wie frei denken Sie?' (Rosa Luxemburg)
- 2017: "Chains of Hope", een programma rond (de afschaffing van de) slavernij. Centraal stond het werk "Chain of Hope" van de Amerikaanse componiste Libby Larsen, gebaseerd op teksten van Frederick Douglass.
- 2018: "Wij zijn de anderen"
- 2019: "Over grenzen", met onder andere de speciaal voor dit programma door Robert Ramaker geschreven composities "Grenzen", Woorden" en "Diep in mij", voor koor en harmonieorkest. Met medewerking van Muziekgezelschap De Eendracht uit Ezinge.
- 2022: "Verzet", een programma waarin het begrip 'verzet' in verschillende betekenissen een rol speelde. Verzet tegen oorlog en onderdrukking, er stonden bijvoorbeeld drie Oekraïense liederen op het programma. De plannen voor een concertreeks werden ook keer op keer verzet vanwege de corona-maatregelen.
- 2022: "Brose Aarde", hierin stond het werk 'Broze Aarde' van de Zuid-Afrikaanse componist Antoni Schonken op tekst van Antjie Krog centraal.
- 2023: "Verkeedr Verbonden", miscommunicatie kan leiden tot (grote) misverstanden; met onder andere het werk 'Verzet' van de Nederlandse, in Oldenburg woonachtige componist Ronald Poelman, op het gelijknamige gedicht van Remco Campert.
- 2024: "Verboden Stemmen", veel volkeren en bevolkingsgroepen is hun stem ontnomen, in heden en verleden. Met dit programma kregen zij weer even hun stem terug via de muziek, ook vele werelddelen en in vele talen.
- 2025: "Koffer vol geheimen", een programma rond onvertelde verhalen uit de oorlog, 80 jaar na de bevrijding. Lang werd gezegd: "Daar praten we niet over". Door middel van muziek en drie verhaallijnen verteld door koorleden kwamen veel van deze verhalen weer boven. Met onder andere het door Karel Stegeman in opdracht geschreven lied "Hese stenen" op tekst van Sylvia Dragtstra, "Bloed in mijn bloed" van Wende Snijders (in een bewerking van Willem de Lange), een koorbewerking van het Largo van Symfonie nr. 9 van Antonín Dvořák ('Uit de nieuwe wereld'), "Noël des enfants qui n'ont plus de maison" van Claude Debussy en "Prayer of the Mothers" van Yael Deckelbaum.

## Trivia
- De bekende Groninger kunstenaar Henri de Wolf ontwierp bij de start in 1979 een logo voor het 4 Mei-Projekt. Hierin was de O van Projekt vervangen door een hexagram met daarin de tekst "NOOIT WEER!"
- In 2014 ontwierp de Groninger kunstenaar Flip Drukker een nieuw logo, met zes onregelmatige driehoeken in verschillende kleuren. De zes kleuren symboliseren de bevolkingsgroepen die in oorlogstijd onderdrukt werden of worden. De kleuren komen ook terug in de koorkleding tijdens voorstellingen.
- De voorstellingen worden vaak tot in detail geregisseerd door gerenommeerde regisseurs als Tim Meeuws, Ton Rohde en Niels Smit Duyzentkunst.
- De vereniging 4 Mei-Projekt werkt regelmatig mee aan de Kristallnachtherdenking in Groningen en andere oorlogsgerelateerde herdenkingen in Nederland en in Duitsland.
- Sinds 2024 wordt er voor elk programma een apart koor in kleinere bezetting gevormd (het 'Stek-koor') dat bij voorstellingen afwisselend met het grote koor optreedt.
- De koren staan sinds 2017 onder leiding van dirigent Robert Ramaker; hij volgde Pieter Kole op, die (vanaf 1997) 20 jaar lang de dirigent was.